# David Robinson (Basketballspieler, 1969)
David Robinson (* 4. März 1969 in Albuquerque, New Mexico) ist ein ehemaliger US-amerikanisch-deutscher Basketballspieler.

## Leben
Robinson, dessen Mutter in Deutschland geboren wurde, spielte von 1987 bis 1992 Basketball an der University of Missouri-Kansas City in der ersten NCAA-Division. Der 2,07 Meter große Innenspieler war in der Saison 1991/92 zweitbester Korbschütze (18,9 Punkte/Spiel) der Mannschaft und holte 6,8 Rebounds pro Begegnung, welches der Mannschaftshöchstwert war. 2010 wurde er für eine sportlichen Verdienste in die Ruhmeshalle der Hochschule aufgenommen.
Die Mississippi Coast Sharks der US-Liga Global Basketball Association sicherten sich Robinsons Dienste, er spielte dann für die Miami Tropics in der United States Basketball League (USBL). Robinson nahm 1993 an einem Probetraining der NBA-Mannschaft Los Angeles Clippers teil, spielte für Mannschaften in Hongkong sowie im kanadischen Montreal und stand 1993 in Diensten der Adelaide Super Sixers in Australien.
Robinson wechselte 1994 nach Frankreich und brachte es für den Zweitligisten Saint-Brieuc 1994/95 auf hervorragende Mittelwerte von 15,3 Punkten und 15,4 Rebounds je Begegnung. Auch 1995/96 spielte er in derselben Liga, mittlerweile aber für Le Havre (18,2 Punkte und 9,6 Rebounds/Spiel), nachdem er vor seinem Wechsel nach Le Havre zunächst unter Trainer Dan Panaggio bei der Mannschaft Quad City Thunder in der US-Liga Continental Basketball Association (CBA) aufgelaufen war. 1996 ging Robinson ins Geburtsland seiner Mutter und stand im Spieljahr 1996/97 beim Bundesligisten SG Braunschweig unter Vertrag.
Zwischen 1997 und 2000 spielte Robinson beim französischen Erstligisten Élan Sportif Chalonnais (Chalon/Saône), seine besten Punktwerte erreichte er in dieser Zeit in der Saison 1998/99 mit 10,6 pro Begegnung. Es folgten weitere Stationen in der Liga: 2000/01 gehörte er zur Mannschaft von Straßburg IG sowie 2001/02 von Cholet Basket. Robinson trug in der ersten Saisonhälfte des Spieljahres 2002/03 die Farben des griechischen Erstligisten Olimpia Larisa, im Laufe der Saison kehrte er in Frankreichs höchste Spielklasse und nach Chalon zurück. Im Vergleich zu seinen vorherigen Jahren in Chalon sanken seine Einsatzzeiten nun, Robinson zog sich 2003 aus der ersten Liga zurück, wechselte zum Drittligisten Levallois, von 2004 bis 2006 stand er dann zum Abschluss seiner Karriere bei der Viertligamannschaft Basket Club de Gries Oberhoffen im Elsass unter Vertrag.
Robinson kehrte in die Vereinigten Staaten zurück und war in den folgenden Jahren in unterschiedlichen Geschäftsbereichen beruflich tätig, darunter Gastgewerbe, Immobilienwirtschaft, Versicherungsbranche und Gebäudeverwaltung.